# Metrobrücke über das Goldene Horn
Die Metrobrücke über das Goldene Horn (türkisch Haliç Metro Köprüsü) ist eine Schrägseilbrücke mit angeschlossener Drehbrücke, die  das Goldene Horn in Istanbul zwischen der Galatabrücke beim Bosporus und der weiter einwärts gelegenen Atatürk-Brücke überquert und die Stadtteile Beyoglu im Nordosten und Fatih im Südwesten verbindet.

## Beschreibung

### Metrobrücke
Sie führt die Linie M2 der Metro Istanbul  zwischen Azapkapı und Unkapanı über das Goldene Horn und überquert dabei außerdem die nahe an den Ufern verlaufenden Hauptstraßen Tersane Caddesi und Ragip Gümüşpala Caddesi.
Auf der Brücke zwischen den Pylonen der Schrägseilbrücke befindet sich die Metro-Station „Haliç“, die durch breite Gehwege auf jeder Seite der Brücke mit den Ufern verbunden ist. An der Station bilden je vier Treppenaufgänge und ein Aufzug die Verbindung zu den höher gelegenen Bahnsteigen, die durch transparente, gewölbte Dächer vor Wind und Regen geschützt sind. Zwei kleine Brücken über den Gleisen erlauben den Wechsel zwischen den Bahnsteigen. An den landseitigen Enden führen beide Gehwege in einen gemeinsamen Eingangsbereich mit Infotafeln und Fahrkartenautomaten. Mehrere Rolltreppen und Wege sowie ein Lift führen zu den Vorplätzen an den genannten Straßen hinunter. Dort gibt es jeweils eine Bushaltestelle.
Die Brücke ist insgesamt 919 m lang und besteht auf der 241 m langen nordöstlichen Vorlandbrücke, der 387 m langen Schrägseilbrücke, der an sie anschließenden 122 m langen Drehbrücke und der 169 m langen südwestlichen Vorlandbrücke. Die Schrägseil- und die Drehbrücke bestehen vollständig aus Stahl, während die Vorlandbrücken als Spannbeton-Hohlkästen ausgeführt sind.
Die gesamte Brücke ist in einem unauffälligen hellen Grau gehalten, um das Stadtbild mit der nahen Süleymaniye-Moschee nicht zu stören. Die Pylone sind abgestuft von grau bis weiß gestrichen.

### Schrägseilbrücke
Die Schrägseilbrücke hat eine Hauptöffnung mit einer Spannweite von 180 m und zwei Nebenöffnungen von je 90 m. Eine 27 m lange Verlängerung stellt die Verbindung zur nordöstlichen Vorlandbrücke her.
Ihre beiden Pfeiler bestehen aus einer Stahlkonstruktion mit vier Beinen, die nach oben konisch zulaufen. Sie sind auf Stahlrohren gegründet, die bis zu 90 m tief in den Untergrund gerammt wurden.
Der Fahrbahnträger ist ein stählerner, dreizelliger Hohlkasten mit trapezförmigen Querschnitt, dessen Gurte und Stege als orthotrope Platten ausgeführt sind. Er ist 14,5 m breit und 3,7 m hoch. Die beiden 4,4 m breiten Gehwege sind seitlich mit Kragträgern angefügt, so dass sie den Blick auch unter die Brücke erlauben. Insgesamt ist die Brücke damit 28,65 m breit.
Die Brücke hat zwei in ihrer Mittelachse stehende, spitz zulaufende Pylone mit einer Höhe von 65 m über der Brückenfahrbahn. An ihnen sind an jeder Seite neun Seile verankert, an denen der Fahrbahnträger hängt. Die Seile sind mit internen hydraulischen Dämpfern versehen.
Die Schrägseilbrücke hat eine lichte Höhe von 13,8 m; die amtlich zugelassene Durchfahrtshöhe beträgt 11 m.

### Drehbrücke
Die Drehbrücke vor dem südlichen Ufer hat einen 70 m langen und einen 50 m langen Arm. Der stählerne Mittelpfeiler mit der Drehmechanik wird von einer langen Betonmauer vor Schiffskollisionen geschützt.

## Projektgeschichte
Die Brücke wurde von dem französischen Brückenbauingenieur Michel Virlogeux konzipiert, der später auch die dritte Bosporus-Brücke, die Yavuz-Sultan-Selim-Brücke entwarf. Der türkische Architekt Hakan Kıran war für die architektonische Gestaltung und die Bauüberwachung verantwortlich. Wiecon Consulting Engineers führte die Tragwerksplanung aus. Waagner-Biro plante die Drehbrücke und lieferte die zentralen Drehvorrichtungen. Gebaut wurde die Brücke von einem Konsortium aus der italienischen Firma Astaldi und der türkischen Firma Gülermak. Die Bleche für die Stahlbrücke lieferte die Dillinger Hütte, die Seile für die Brücke stammen von Freyssinet.
Der Auftrag für den Bau der Brücke wurde dem Konsortium im Dezember 2009 erteilt. Die historische geprägte Umgebung erforderte besondere Schutzmaßnahmen. Viele der Baugruben für die Fundamente wurden von Archäologen per Hand ausgehoben. Auf der Unkapanı-Seite wurden dabei mehrere Überreste aus byzantinischer Zeit gefunden, wie zum Beispiel ein Bogen und die Reste einer Kirche und eines Friedhofs. Die Nähe der als UNESCO-Weltkulturerbe geschützten Süleymaniye-Moschee führten zu langen Diskussionen mit der UNESCO, als deren Ergebnis insbesondere die Höhe der Pylone reduziert, ihre Farbe von mattem Gold in Grau und Weiß geändert und schließlich niedrigere Ansatzpunkte der Schrägseile gewählt wurden.
Die Brücke und die U-Bahn-Linie wurde am 16. Februar 2014 im Beisein von Ministerpräsident Recep Tayyip Erdoğan eröffnet.